# Sōsei no Onmyōji
Sōsei no Onmyōji (双星の陰陽師) é um mangá japonês de ação, fantasia, sobrenatural e shōnen escrito e ilustrado por Yoshiaki Sukeno sobre um par de jovens talentosos exorcistas que de acordo com uma profecia estão destinados a se casarem e terem um filho que será um lendário exorcista. Tendo como inspiração um casal da vida real que passará e estam situados a ter esse filho. A série é publicada no Japão pela editora Shueisha em sua revista Jump Square, e é publicada em inglês pela editora Viz Media. Uma adaptação para anime feito pelo estúdio Pierrot começou a ser exibida em 6 de abril de 2016.

## Enredo
Sousei No Onmyouji é um anime sobre um mundo onde existem criaturas sobrenaturais que nascem em outro "plano" e fazem mal a população. Acompanharemos a história de Enmado Rokuro, ele é o protagonista masculino da obra, vamos seguir sua jornada até o fim da franquia. O rapaz sonhava em ser o exorcista mais forte de todos, porém, acabou sendo traumatizado por um acontecido em sua infância graças a um de seus colegas Yūto Ijika, irmão da Benio. Conheceu Benio Adashino, que é uma das melhores exorcistas do país. A obra conta sobre monstros e humanos que se tornaram aberrações super poderosas, atacam a população e invadem o mundo humano, para proteger a todos é necessário pessoas capacitadas, é para isso que existem os exorcistas.

## Personagens

### Exorcistas da Estrela Gêmea
Os exorcistas da Estrela Gêmea são um casal de exorcistas destinados a ser os pais da "Miko", a reencarnação de Abe no Seimei o exorcista supremo que se diz ser capaz de limpar todo tipo de espírito maligno. Os exorcistas da Estrela Gêmea também têm uma habilidade especial e exclusiva chamada "Ressonância", que lhes permite combinar suas forças para aumentar o poder de seus ataques ou habilidades de acesso que nenhum outro exorcista possui.
Enmado Rokuro (焔魔堂 ろくろ, Rokuro Enmadō)
Voz de: Natsuki Hanae
O principal protagonista. Um exorcista impetuoso e obstinado de 14 anos que uma vez quis ser o mais forte e exorcizar todos os Kegare e pecados. Antes de ingressar no Dormitório Hiinatsuki, Rokuro foi encontrado por Seigen em Magano quando ele tinha 6 anos e não tinha memória de seu passado, então Ryougo o levou para o Dormitório. No entanto, uma tragédia há dois anos ocorreu que o obrigou a tirar a vida de seus amigos, que tinham sido corrompidos a força, no dormitório Hiinatsuki onde cresceu devido a ação de Yūto Ijika, que se envolveu em magia negra. Depois disso, seu braço direito foi corrompido também e se tornou parte Kegare com grande poder. Esta tragédia o fez largar o exorcismo até encontrar Benio, que o inspira a lutar novamente como exorcista, apesar de não gostar da ideia de estar noivo dela a princípio, mais tarde desenvolve sentimentos por ela. Rokuro também conhece os 12 guardiães e um destes os coloca em situações constrangedoras forçando a ficar junto da Benio. Rokuro nutre ódio por Yūto, por ele transmutar seus amigos na forma kegare, até Mayura em que Benio e Rokuro a salva. Aprende um pouco como é fazer família com Benio ao criar Sae, uma outra menina encontrada em Magano. Para fechar os portais do dragão, Sae é na verdade o galho de árvore Ame-no-mihashira. Ela é o galho que tomou forma e para salvar as Estrelas Gêmeas, ele retorna para a árvore voltando ao lugar onde o galho foi quebrado, sacrificando sua existência, doloroso para Rokuro e Benio. Eles depois confrontam Yūto e ele trata Benio como um peso fazendo Rokuro enfrentar Yūto sozinho. Ele depois descobre que ele é o kegare Deus da Calamidade, Yūto tentou trazer isso do Rokuro tentando enfurecê-lo, a ponto de fazê-lo a tomar forma, sendo o custo de sua vida. Rokuro se torna no Deus da Calamidade, mas Benio faz um pacto com Abe no Seimei, para torná-lo humano de novo. Apoiado por seus amigos, Rokuro consegue salvar Benio e juntos consegue salvar o mundo da utopia de Abe no Seimei. Através de talismãs, além de transformar seu braço em kegare, pode criar feitiços de balas mágicas, mas também transformou seu braço em kegare sem o uso do talismã, que quase virou kegare. Na forma de Deus da Calamidade, ao absorver o poder dos 12 generais, este foi capaz de petrificar as pessoas, que não são exorcistas. Com Benio, combinados são capazes de usar o poder do braço kegare e também do poder de Benio, usando a ressonância. Mesmo com o casamento de Haruka e Ryugo, um amigo de longa data, estes depois seriam os próximos a se casar mais a frente. Mesmo com as ações de Yūto causadas a Rokuro e Benio, ela possuía presilhas no cabelo, primeiramente que recebeu do Yūto, Rokuro dá a Benio outras presilhas a ela, antes dos 2 anos para se prepararem para o acerto de contas contra Yūto. Rokuro adquire presilhas para Benio antes do acerto de contas contra Yūto. Ele foi capaz de dá-las depois do fim do casamento de Haruka e Ryugo.
Benio Adashino (化野紅緒, Adashino Benio)
Voz de: Megumi Han
A protagonista principal junto com Rokuro. Uma menina séria de 14 anos, ela prometeu se tornar o exorcista mais forte e destruir todos os Kegare para vingar seus pais, que morreram protegendo-a. Ela usa uma máscara de raposa na batalha. Ao encontrar Rokuro, ela o inspirou a voltar a ser um exorcista, e apesar de não concordar com a ideia de se tornar sua noiva, ela secretamente admira-o por sua persistência em combate, alegando que é sua única qualidade. Benio adora Ohagi. Ela acaba tendo suas pernas na batalha aleijadas com Yūto, mas no processo, obtém as pernas de impureza como substituições por Kamui (como o braço de Rokuro) aumentando suas habilidades de velocidade para lutar ao lado de Rokuro. Depois do intervalo de tempo, ambos parecem ter ficado ainda mais próximos com Benio silenciosamente notando que ela se apaixonou por ele. Ela também acompanha Rokuro e uma menina chamada Sae como se fosse uma família, chamando Rokuro de pai e ela pelo nome, ainda não a aceitou como mãe. Ela também conta histórias de ohagi para diverti-la, mas também não age como tal, quase a entristecendo. Para fechar os portais do dragão, Sae se sacrifica para salvar as Estrelas Gêmeas, se unindo a árvore Ame-no-mihashira, ela é o galho que tinha se quebrado e tomou a forma humana, causando um sofrimento nos dois. Sae já tinha aceitado Benio como mãe.  Durante o combate contra Yūto, Benio acabou virando um peso para Rokuro que a fez a ficar de fora para que não sofresse, mas Rokuro cai na provocação de Yūto a ponto de virar o Deus da Calamidade. Benio faz um pacto com Abe no Seimei para fazer Rokuro virar humano de novo. Através de uma aposta, sabendo que estava quase a ponto de perder, esta teve que apostar em Rokuro para que ele pudesse salvá-la. Depois de salva, puderam parar as ações de Abe no Seimei. Através da ressonância com Rokuro, estes puderam fazer uma nova espada, como também seu ataque conjunto pode amplificar o poder do braço kegare de Rokuro. Na infância, Benio possuía dois laços na mecha de seu cabelo, antes de seus pais serem mortos por Kamui. Em seguida andava com as presilhas que tinha recebido de seu irmão Yūto. Ela depois muda as presilhas, que tinha recebido de Rokuro, Yūto foi o responsável por causar sofrimento a Rokuro e outras pessoas a sua volta. Ela depois recebe outras presilhas que Rokuro tinha conseguido depois do casamento de Haruka e Ryugo, como também estes seriam os próximos a se casar.
Mayura Otomi (音海繭良, Otomi Mayura)'
Voz de : Yū Serizawa
Amiga de infância de Rokuro e filha de um dos mais poderosos exorcistas do mundo. Ela foi forçada a se tornar uma kegare por causa de Yūto, em seguida, se transforma em pura fúria antes de ser purificada por Rokuro ee Benio. Depois de se recuperar, Mayura se dedica a seguir o caminho de Rokuro como exorcista e pede que Seigen a treine nos próximos dois anos. Inicialmente tímida consigo mesma, ela adquire o encanto de Seigen, Byakko, e logo toma o lugar de seu pai entre os Comandantes Celestiais. Ela tinha sentimentos por Rokuro e sente inveja do relacionamento de Benio com Rokuro e sua força no início, mas depois se torna sua amiga mais próxima, decidindo apoiar seu relacionamento com ele em vez disso. Ela desenvolve sentimentos por Shimon enquanto ele a treinava. Ela em comum era uma desajeitada, não tendo jeito como exorcista, como também a tropeçar em Rokuro metendo os peitos na cara dele para aborrecimento de Benio.

### Dormitório Seika
Ryogo Nagitsuji (椥辻 亮悟, Nagitsuji Ryōgo)
Voz de : Tomoaki Maeno 
É um exorcista amigo de Rokuro, que muitas vezes age como um irmão mais velho de consideração. Ele está comprometido com Haruka uma exorcista que se muda para o dormitório a convite dele.
Shinnosuke Kunisaki (国く崎ざき慎しん之の助すけ, Kuzaki Shinnosuke)
Voz de: Daiki Yamashita 
Ele é um exorcista que tem o rosto coberto pelo cabelo.
Atsushi Sakurazuka (額すくも塚づか篤あつし, Sukumozuka Atsushi)
Voz de: Taishi Murata 
Ele é um exorcista com uma raia vermelha que corre pelo cabelo.
Haruka Kashiwabara (柏原 遥, Kashiwabara Haruka)
Voz de: Misako Tomioka
Uma personagem original de anime, ela é uma exorcista em torno da idade Ryougo que se torna sua namorada, mais tarde noiva. Ela dirige uma creche junto com Ryugo.
Zenkichi Otomi (音海善吉, Otomi Zenkichi)
Voz de: Susumu Akagi
Exorcista chefe do Dormitório Seika. Ex-sogro de Seigen e avô de Mayura.
Kinu Furusato (生琉里 絹, Furusato Kinu)
Voz de: Masako Isobe
Guardiã legal de Benio.

### Doze Guardiões
Os Doze Guardiões, que literalmente significam Comandantes Celestiais, são um grupo de doze exorcistas de elite que ficam na Ilha de Tsuchimikado, o local onde Magano foi criado pela primeira vez, para evitar que as Impurezas invadissem o continente. Liderados apenas por Arima Tsuchimikado, cada um usa um dos doze familiares de Abe no Seimei e que acabam herdando parte de seu poder. As doze famílias de cada um provêm, são descendentes dos doze companheiros originais de Abe no Seimei. No anime, eles não estão em Tsuchimikado, e geralmente realizam missões em todo o país em duplas.
Shimon Ikaruga (斑鳩士門, Ikaruga Shimon)
Voz de: Kaito Ishikawa
Este é um dos 12 guardiões que recebeu o nome desde os 14 anos. Este possui uma espada capaz de acabar com os kegares. Este pode fazer aparecer asas capaz de lutar no ar. Ele também era um aprendiz de Seigen antes dele treinar Rokuro. Ele depois se matricula na escola para proteger as Estrelas Gêmeas, mas desenvolve uma amizade com Rokuro, única pessoa que o chama pelo primeiro nome. Desenvolve sentimentos românticos por Mayura. Único dos generais a não ter parceiro.
Subaru (すばる) e Tatara (鈩たたら)
Voz de: Miyuki Sawashiro (Subaru) e Takuma Terashima (Tatara)
Subaru é a mestra de Benio, mas esta também falava coisas sem sentido, como também sujeitava Rokuro e Benio em situações constrangedoras. Ela também é um dos 12 generais. Já Tatara, possui um ódio por Kuranashi, este cobria o rosto e na folha que cobria aparecia um sinal, Kuranashi fez com que seu rosto fosse descoberto.
Tenma Unomiya (鸕宮 天馬, Unomiya Tenma)
Voz de: Hiro Shimono
Ele também é um dos 12 generais. Pode realizar encantamentos sem precisar de amuletos. Também não tem um general como parceiro.
Sakura Sada (蹉跎 桜, Sada Sakura) e Miku Zeze (膳所 美玖, Zeze Miku)
Voz de: Lynn
Sakura possui o hábito pelo fato de falar de forma neurótica. Miku por um outro lado mesmo tendo aparência de uma menininha, ela não cresce ou envelhece, mesmo com o passar do tempo. Ela formava par com o pai de Sakura, que fora morto. Este também possuía o mesmo hábito da filha. Miku para Sakura era como se fosse a sua mãe, embora ela não aceitasse.
Kankurou Mitosaka (水度坂 勘九郎, Mitosaka Kankurou), Kengo Uiji (雲林院 憲剛, Ujii Kengo) e Shizuru Ioroi (五百蔵 志鶴, Ioroi Shizuru)
Voz de: Yūichi Nakamura (Kankurou) e Katsuyuki Konishi (Kengo)
Kankuro é um dos 12 generais que anda em trio. Ele é um Otaku. Kengo por outro lado só aceita fazer o serviço cobrando taxas. Shizuru era na verdade um médico, este por um lado possui o hábito de manejar o bisturi.
Narumi Ioroi (五百蔵 鳴海, Ioroi Narumi) e Cordelia Kasukami (勝神コーデリア, Kasukami Kōderia)
Voz de: Masaya Takatsuka (Narumi) e Kiyono Yasuno (Cordelia)
Narumi é um dos 12 generais que apareceu quando Rokuro e Benio acompanhava Sae. Ele é conhecido por ser legal. Também é casado e tem filhos. Cordelia é uma ciborgue exorcista. Para demonstrar como diz, ela usa palavras em inglês. Ela pode usar mechas para confrontar kegares.
Seigen Amawaka (天若 清弦, Amawaka Seigen)
Voz de: Junichi Suwabe
Seigen foi aquele que treinou Shimon e Rokuro. Através do poder exorcista, seu braço aparece uma garra. Ele é casado com Yukari  Otomi e tem uma filha chamada Mayura. Seigen confrontou Yūto, acabou tendo seu braço amputado, tendo perdido seu posto dos 12 generais. Este continua a atuar como exorcista, mesmo perdendo seu braço. Ele também é uma figura paterna para Rokuro, além de Mayura.

### Outros
Arima Tsuchimikado (土御門 有馬, Tsuchimikado Arima)
Voz de: Daisuke Namikawa
Ele é lider dos exorcistas. Ele é o responsável por fazer Rokuro e Benio a ficar juntos. Rokuro o chama de tarado da cueca, depois de ser visto de cueca. Ele é conhecido por ser um forte exorcista.
Kinako (きなこ)
Voz de: Jun Fukuyama
Kinako é um familiar de Benio desde a infância dela. Ele pode possui outros objetos.
Sae (さえ)
Voz de: Hitomi Sasaki
Sae foi encontrada em Magano assim como Rokuro. Sae foi um nome dado por Rokuro, o  chamando de pai. Ela é acompanhada por Rokuro e Benio até a cidade natal de Benio. Depois descobre que Sae é na verdade o galho quebrado da árvore Ame-no-mihashira. Para salvar as Estrelas Gêmeas, Sae retorna ao lugar onde o galho foi quebrado, fechando os portais olhos de dragão. Ela depois dá suporte a Rokuro e Benio juntos dos outros exorcistas que foram petrificados pelos kegares.
Chiaki Nanba (南波千晶, Nanba Chiaki)
Chiaki é uma das meninas colegas que Rokuro estava tentando se confessar, no início da série, até ser rejeitado. Rokuro não tinha talento, muito menos era popular entre as mulheres. Mais a frente, Rokuro tinha mudado e Chiaki fez a mesma confissão a Rokuro que antes o tinha rejeitado, mas ele também a rejeita, ele também não sabia o que realmente sentia pela Benio.
Suzu (珠洲)
Voz de: Yūki Wakai
Uma Basara com uma personalidade moralmente colorida e um hobby para o metal rock e o RPG. Suzu é uma Basara antinatural que gerou sem o uso de absorção de energia espiritual de outros exorcistas. Ela prefere lutar contra seus oponentes em apresentações de dança de batalha, embora despreze aqueles que são covardes. Sua música afeta usuários de baixa espiritualidade, tornando-os assim mutantes. Ela tem interesse em Rokuro (que é a primeira vez que encontra um humano). Ela também acaba envolvendo outros na música, como Rokuro e Benio e tem apoiado Rokuro quando estava para baixo. Dadas circustâncias, esta poderia voltar a forma humana para virar exorcista, ou ter uma vida normal como humana.
Kamui (神威)
Voz de: Yūki Ono
Kamui foi o basara que matou os pais de Benio. Benio tem treinado para derrotar o basara, mas esta precisaria da ajuda de Rokuro para lidar com tais perigos. Este se diverte enfrentando adversários fortes, como também dando escolhas. Foi aquele que deu pernas kegare a Benio, porque Yūto a tinha aleijado.

### Antagonistas
Yūto Ijika (石鏡 悠斗, Ijika Yūto)
Voz de: Ayumu Murase
Yūto é irmão mais velho de Benio. No passado eles tiveram seus pais mortos. Ele depois conhece Rokuro e acaba se envolvendo em magia negra, transmutando seus próprios colegas em kegares, para depois ser mortos por Rokuro, como também transmutou o próprio braço de Rokuro. Yūto abriu mão de sua própria humanidade e vive causando terror apenas por puro prazer. Yūto já confrontou as Estrelas Gêmeas sendo derrotado. Ele depois retorna, tentando separar Rokuro de Benio, tentando trazer sua parte kegare sendo o custo de sua vida, fazendo Rokuro virar o Deus da Calamidade.
Kuranashi (闇無)
Voz de: Kazuhiko Inoue
Este é o responsável por fazer aparecer os portais olhos de dragão e que também estava por trás dos fatos. Para conseguir mais poder, absorveu o poder dos 12 generais e também ele tenta absorver Yūto Ijika para conseguir mais poder, mas este acabou sendo absorvido por Yūto. Tatara, parceiro da Subaru tinha um grande ódio por ele.
Mikage Tsuchimikado (土御門 御影, Tsuchimikado Mikage)
Voz de: Daisuke Ono
Mikage é um dos assistentes de Arima Tsuchimikado. Mesmo com o desaparecimento de Arima, ele depois age como líder interino. No entanto ele é na verdade a reencarnação de Abe no Seimei. Ele também estava por trás dos fatos, como Yūto, Kuranashi e a transformação kegare de Rokuro. Quando Benio ia salvar Rokuro, Mikage a aborda e diz que precisaria da energia yang. Mikage possui a energia yin e precisaria da Benio para trazer a humanidade de Rokuro de volta. Benio aceita a proposta de Mikage e ele torna Rokuro humano, mas absorve a energia kegare de Rokuro e também a energia dos 12 generais virando o Abe no Seimei. Ele depois é derrotado pelas Estrelas Gêmeas. Ele queria criar o mundo onde o mais forte sobrevivesse, sem fracos ou kegare, mas este teve seus planos frustrados pelas Estrelas Gêmeas.